# Pathfinder: Wrath of the Righteous
Pathfinder: Wrath of the Righteous è un videogioco di ruolo del 2021 sviluppato da Owlcat Games per Microsoft Windows e macOS. Il gioco ha ricevuto conversioni per console PlayStation 4, PlayStation 5, Xbox One e Xbox Series X e Series S, oltre una versione cloud per Nintendo Switch.
Wrath of the Righteous è basato sul gioco di ruolo Pathfinder, in particolare sull'adventure path (modulo) Ira dei Giusti.
Il gioco ha ricevuto sei DLC a pagamento, ottenibili tramite due season pass.

## Modalità di gioco
Ambientato nel mondo di Mendev, Wrath of the Righteous è stato paragonato a Heroes of Might and Magic III.